# Padmapur
Padmapur là một thị xã và là nơi đặt ủy ban khu vực quy hoạch (notified area committee) của quận Bargarh thuộc bang Orissa, Ấn Độ.

## Địa lý
Padmapur có vị trí 21°00′B 83°04′Đ / 21°B 83,07°Đ Nó có độ cao trung bình là 205 mét (672 feet).

## Nhân khẩu
Theo điều tra dân số năm 2001 của Ấn Độ, Padmapur có dân số 15.438 người. Phái nam chiếm 51% tổng số dân và phái nữ chiếm 49%. Padmapur có tỷ lệ 69% biết đọc biết viết, cao hơn tỷ lệ trung bình toàn quốc là 59,5%: tỷ lệ cho phái nam là 78%, và tỷ lệ cho phái nữ là 60%. Tại Padmapur, 12% dân số nhỏ hơn 6 tuổi.